# Regno d'Italia

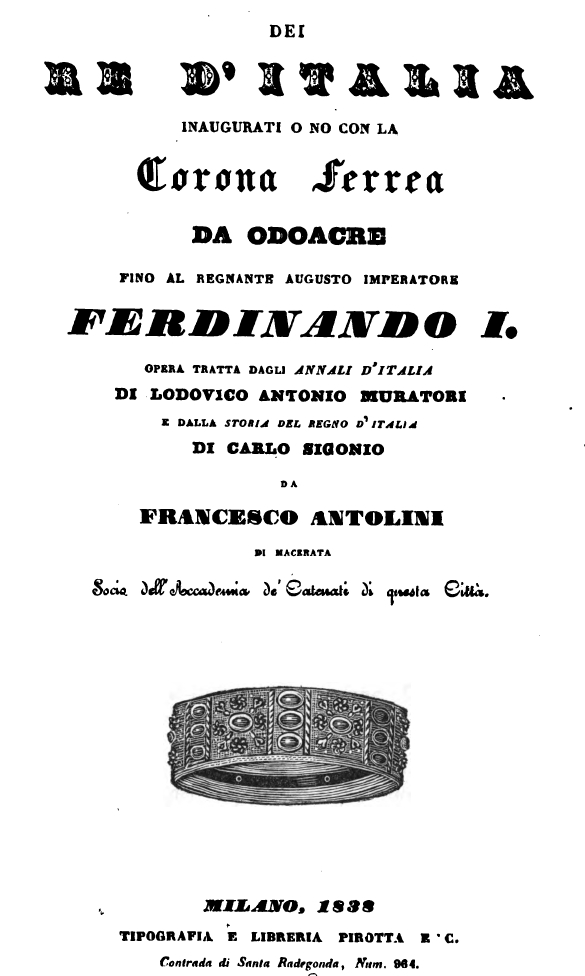
Frontespizio di libro del 1838, sui re incoronati con la Corona ferrea, scritto per dimostrare una continuità di re d'Italia fino a Ferdinando I d'Austria nella sua qualità di Re del Lombardo-Veneto.

Regno d'Italia è una denominazione applicata a più regni la cui sovranità territoriale riguardò, in periodi diversi, una parte ragguardevole o la totalità della regione geografica italiana.
Diversi Stati monarchici, a partire dal Medioevo ai successivi periodi storici, vennero infatti rivendicati come "Regno d'Italia", oppure il loro governante venne incoronato "re d'Italia".
L'ultimo Regno d'Italia fu quello proclamato nel 1861 dopo la seconda guerra d'indipendenza combattuta dal Regno di Sardegna per conseguire l'unificazione nazionale italiana, dopo le annessioni di gran parte degli Stati preunitari.

## Storia

### I regni romano-germanici
Dopo la caduta dell'Impero romano d'Occidente nel 476 e scomparsa l'imperatoria potestas gran parte della penisola italiana si trovò sotto il potere di Odoacre, che governava col titolo di "patrizio" a nome di Giulio Nepote, formalmente ancora imperatore romano d'Occidente, per quanto esercitando un potere di tipo regio venne chiamato da molti cronisti del passato rex Italiae, tra questi Cassiodoro nel Chronicon, impropriamente non avendo mai indossato la porpora. Dopo Odoacre si susseguirono in Italia una serie di regni guidati da re Ostrogoti. In seguito, quando i Longobardi nel 568 invasero l'Italia, instaurarono un loro regno che durò fino all'avvento di Carlo Magno re dei Franchi.

### Il Regno d'Italia nel Sacro Romano Impero
Nel 774 Carlo Magno conquistò il Regno longobardo assumendo il titolo di rex Langobardorum, che nel 781 assegnò al figlio Pipino, attribuendogli inoltre i territori del cessato regno. Dopo una breve parentesi in cui la dignità regale fu ereditata dal figlio di Pipino, Bernardo, il titolo fu appannaggio del primogenito dell'imperatore Ludovico il Pio. A partire dal regno del figlio di quest'ultimo, Lotario, si hanno le prime attestazioni del Regnum Italicum a fianco di Regnum Langobardorum, pertanto il passaggio dal Regno dei Longobardi al Regno d'Italia fu un processo graduale. Con l'ascesa al trono imperiale di Ludovico II, primogenito di Lotario, la dignità regale in Italia divenne condizione necessaria per ottenere quella imperiale.
Seguendo un fenomeno analogo a quello in corso nel Regno dei Franchi orientali, i grandi aristocratici della penisola cercarono di affermare il loro diritto a eleggere il proprio sovrano, ma il processo venne interrotto da Ottone I, che riuscì a riunire la corona d'Italia a quella imperiale. Una breve interruzione nella serie degli imperatori incoronati re d'Italia  si ebbe nel 1002, quando approfittando della morte di Ottone III un nutrito gruppo di vassalli ostili al potere imperiale elesse Arduino d'Ivrea re d'Italia nella basilica di San Michele Maggiore a Pavia, che venne poco dopo deposto da Enrico II, il quale dopo averlo sconfitto alle chiuse della Valsugana gli tolse il titolo regale, facendosi a sua volta incoronare a Pavia re d'Italia. Tuttavia solo nel 1026, dopo l'incoronazione imperiale di Corrado II i due titoli divennero strettamente legati e diversi imperatori furono incoronati anche come re d'Italia, l'ultimo dei quali fu Carlo V.
Nel corso dei secoli quello di re d'Italia divenne sempre più un mero titolo, al punto che dopo Carlo V venne abbandonato anche nella titolatura ufficiale. Nonostante ciò, sino allo scioglimento del Sacro Romano Impero nel 1806, l'Imperatore mantenne l'autorità di signore feudale rispetto agli stati dell'Italia settentrionale e centrale, con l'eccezioni della Repubblica di Venezia e dello Stato Pontificio. L'arcivescovo di Colonia aveva il titolo di arcicancelliere per l'Italia.

### Il Regno d'Italia napoleonico (1805-1814)

La Corona ferrea usata per incoronare Napoleone I Bonaparte re d'Italia: tale corona è custodita presso il duomo di Monza

Il 2 dicembre 1804 Napoleone si incoronò imperatore dei francesi. In conformità col nuovo assetto monarchico francese Napoleone trasformò anche la precedente Repubblica Italiana in Regno d'Italia e si autonominò re d'Italia: il 26 maggio 1805 a Milano vi fu l'incoronazione. Eugenio di Beauharnais, uomo del quale il Bonaparte si fidava ciecamente e del quale era sicuro di non dovere temere che perseguisse obiettivi politici propri, fu nominato viceré.
La nuova forma data allo Stato italiano lo mise in contrasto con l'imperatore del neonato Impero austriaco Francesco II che, essendo prima di tutto imperatore dei romani, risultava de iure anche re d'Italia. La situazione si risolse con la guerra contro la Terza coalizione: l'Austria fu sconfitta (2 dicembre 1805) e il trattato di Presburgo (26 dicembre 1805) pose di fatto fine al Sacro Romano Impero che sarebbe tuttavia stato sciolto solo nel 1806.

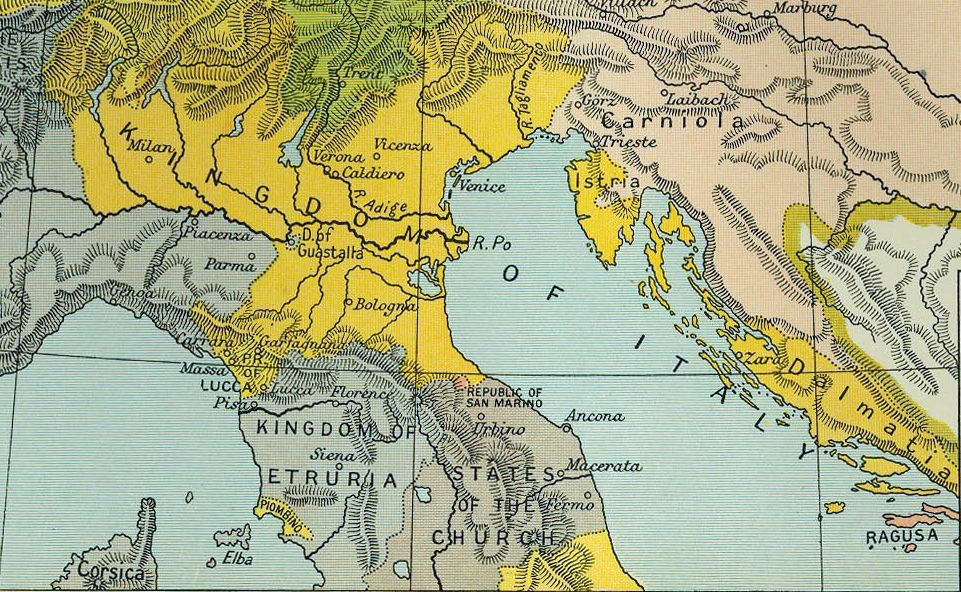
Il Regno d'Italia nel 1807, quando includeva anche l'Istria e la Dalmazia, anteriormente veneziane.

L'Istria e la Dalmazia furono incluse, per cui il Regno era centrato sul mare Adriatico e non nella penisola italiana. La Repubblica di Ragusa venne annessa nella primavera del 1808 dal generale Marmont: fu l'unica volta nella storia moderna che Ragusa di Dalmazia venne annessa all'Italia. Ma nel 1809 furono staccate l'Istria, la Dalmazia e le Bocche di Cattaro per formare le Province Illiriche sotto il controllo diretto francese e con capitale Lubiana.
Il regno cessò di esistere nel 1814 con la fine del periodo napoleonico: il 6 aprile 1814 Napoleone si disse pronto ad abdicare, atto che fu formalizzato l'11 aprile. Il 16 aprile seguente il Beauharnais comunicava di avere concluso anch'egli un armistizio con il feldmaresciallo austriaco Bellegarde, anche se sperava che il suo trono potesse essere salvato dalla disfatta napoleonica. 
Tuttavia, dopo i disordini milanesi del 20 aprile con il linciaggio a morte del ministro delle finanze Giuseppe Prina a opera della folla inferocita, Beauharnais capì di non avere l'appoggio della popolazione. La gente lo identificava infatti con i detestati francesi e così il 26 aprile seguente abdicò, lasciando il giorno successivo l'Italia per ritirarsi in esilio in Baviera presso i suoceri.

### Regno d'Italia (1861-1946)

Corona del re d'Italia (Casa Savoia).

Il periodo del regno di Vittorio Emanuele II di Savoia che va dal 1859 al 1861 (ovvero il periodo che va dai primi plebisciti alla proclamazione del Regno d'Italia) viene anche indicato come Vittorio Emanuele II Re Eletto. Infatti nel 1860 il Ducato di Parma, il Ducato di Modena, il Granducato di Toscana e la Romagna pontificia  votano dei plebisciti per l'unione con il regno. Nello stesso anno con la vittoria della spedizione dei Mille vengono annessi i territori del Regno delle Due Sicilie, e con l'intervento piemontese le Marche e l'Umbria, tolte allo Stato della Chiesa. Tutti questi territori saranno annessi ufficialmente al regno tramite plebisciti, mentre il Nizzardo e la Savoia vengono ceduti alla Francia.

Primo stemma usato dal nuovo regno.

Con la prima convocazione del Parlamento italiano del 18 febbraio 1861. e la successiva proclamazione del 17 marzo, Vittorio Emanuele II è il primo re d'Italia Nel 1866, a seguito della terza guerra di indipendenza, vengono annessi al regno il Veneto e Mantova sottratti all'Impero austriaco. Nel 1870, con la presa di Roma, al regno viene annesso il Lazio, incorporando definitivamente lo Stato della Chiesa. Nel 1871 con la Legge 3 febbraio 1871, n. 33, Roma viene dichiarata ufficialmente capitale d'Italia (prima lo erano state in ordine Torino e Firenze).
Seguono i regni di Umberto I (1878-1900), ucciso in un attentato dall'anarchico Gaetano Bresci, e di Vittorio Emanuele III (1900-1946). Con quest'ultimo nel 1919 dopo la prima guerra mondiale vengono uniti al regno il Trentino, l'Alto Adige, la Venezia Giulia, l'Istria e Zara. Fiume è unita al regno nel 1924.
Nel 1922 la monarchia non contrasta la presa del potere da parte del Partito Nazionale Fascista che nel giro di pochi anni trasforma il regno in una dittatura. Nelle colonie l'Italia prima consolida il suo dominio in Libia e poi conquista nel 1935 l'Impero etiopico, in seguito al quale Vittorio Emanuele III viene proclamato imperatore d'Etiopia. Nel 1939 infine il regime fascista si annette l'Albania per "rimanere al passo" della Germania nazista di cui l'Italia era alleata e Vittorio Emanuele III aggiunge ai suoi titoli quello di re d'Albania.
Successivamente allo scoppio della seconda guerra mondiale l'Italia, a causa della propria incapacità militare, proclama lo stato di non belligeranza. Nel 1940 Benito Mussolini, che da più parti era stato consigliato di non entrare in guerra, decide però lo stato di guerra dell'Italia a fianco della Germania, convinto della brevità della guerra e dalla velocità di conquista dei vari territori europei da parte della Germania. Si susseguono tuttavia gli insuccessi italiani e questo compromette il rapporto fra popolo e fascismo.
Nel 1943 il fascismo cade e il re riprende per breve tempo la centralità del ruolo politico come guida di uno Stato allo sbando. Tuttavia poi gli eventi di un'imminente invasione nazista dell'Italia a causa del voltafaccia nella guerra convincono Vittorio Emanuele III alla fuga con tutto il governo, compromettendo così definitivamente agli occhi degli italiani la figura dell'istituzione monarchica.
Successivamente, nonostante il ritiro di Vittorio Emanuele in favore del figlio Umberto (prima come reggente durante la fase finale del conflitto e poi come re nel maggio del 1946), la monarchia perde il referendum istituzionale del 2 giugno 1946, dopo il quale il regno sarebbe diventato la Repubblica Italiana. Si conclude così la storia del Regno d'Italia dopo ottantacinque anni di esistenza. I Savoia sono stati banditi dalla repubblica per un lungo periodo conclusosi con la riforma costituzionale del 2002.

## Il dibattito

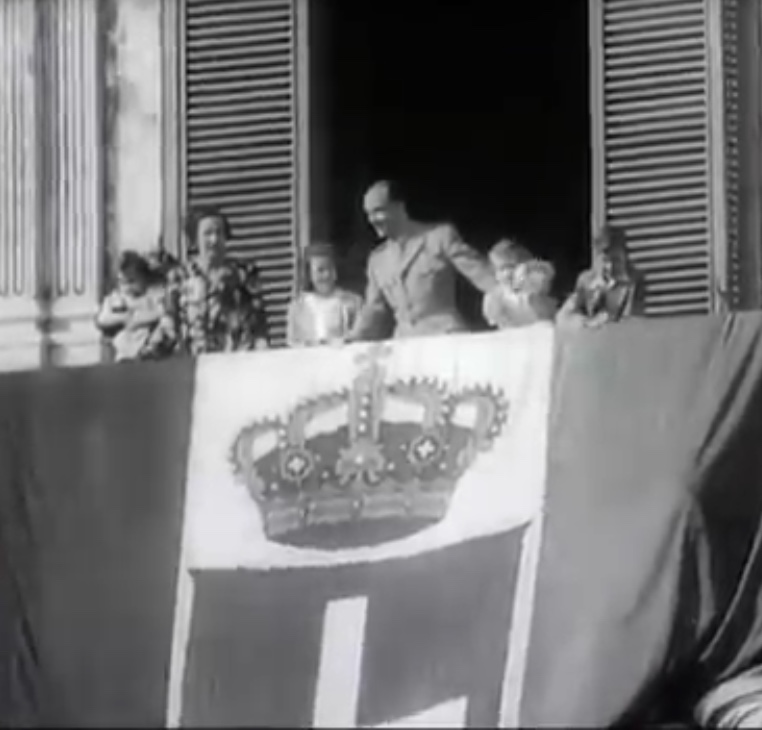
Il re Umberto II e la famiglia reale d'Italia dietro la bandiera del Regno d'Italia.

Il dibattito se sia corretta o meno l'impostazione di chi vede come un qualche cosa di collegato le varie entità statali che nel corso dei secoli hanno assunto il nome di "Regno d'Italia", è stato al centro dell'attenzione non solo degli storici ma anche delle aule parlamentari nel 1861, in occasione della scelta del nome che doveva assumere Vittorio Emanuele alla proclamazione di "re d'Italia".
In particolare fu Giuseppe Ferrari a sostenere che si dovesse parlare di un unico regno e di conseguenza il re si sarebbe dovuto chiamare Vittorio Emanuele I, in quanto il primo di tale regno.
Secondo una tradizione millenaria la corona del re d'Italia era la Corona ferrea. L'ultima incoronazione in cui fu usata è quella del 1838, per l'imperatore Ferdinando I.